# Xích đu

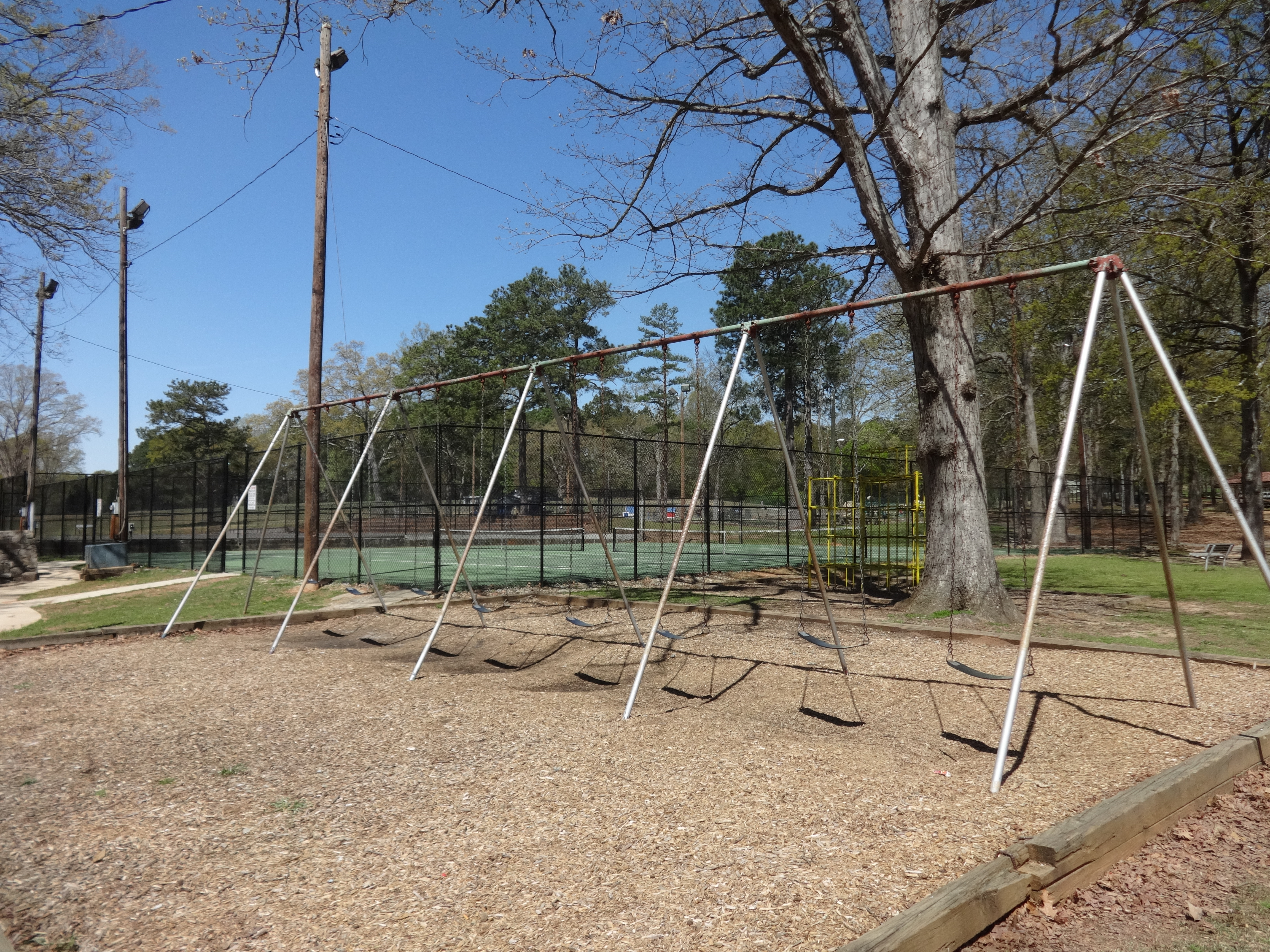
Một bộ xích đu hiện đại ở Mỹ

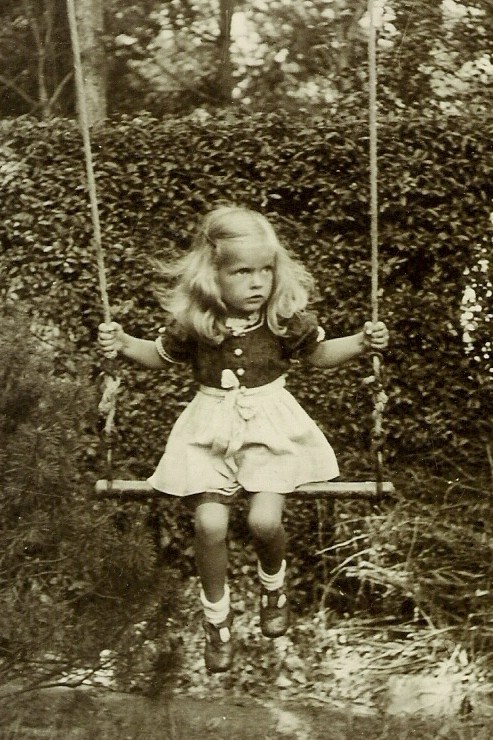
Em bé trên xích đu ở Đức (1941)

Xích đu hay ghế đu (tiếng Anh: swing) là một thiết bị bao gồm ghế hoặc miếng ván được treo lơ lửng bằng xích hay dây thừng vào giá đỡ bên trên, có thể kèm theo chân trụ cắm dưới đất. Xích đu thường dùng làm trò chơi trong nhà, sân vườn hoặc khu vui chơi trẻ em.
Ở công viên hay sân chơi, người ta thường treo nhiều đu trên một khung kim loại hoặc gỗ để nhiều người có thể chơi cùng lúc. Những chiếc xích đu này có nhiều kích cỡ và hình dạng khác nhau. Đối với trẻ nhỏ, ghế ngồi có thêm lỗ để đặt chân vào, giúp thăng bằng khi đẩy lên xuống. 
Đối với người lớn, xích đu có thể đơn giản chỉ là một miếng gỗ hay lốp xe buộc vào dây thừng hoặc xích, cố định vào giá đỡ hoặc cành cây bên trên. Ở một số vùng trên thế giới, ghế đu còn mang ý nghĩa văn hoá dân gian.

## An toàn
Chơi xích đu có thể gặp phải một số chấn thương, dễ gặp nhất là ngã khỏi đu hoặc nhảy xuống bất ngờ khi đang ở vận tốc lớn. Ngoài ra khi đu cũng có thể va phải người hoặc vật xung quanh. Một số trường hợp khác, người chơi bị kẹt do trang phục hoặc vật dụng vướng vào xích đu.